# Fórmula de Landau-Zener
La fórmula de Landau–Zener es una solución analítica a las ecuaciones de movimiento que gobiernan las dinámicas de las transiciones de un sistema mecanocuántico de dos niveles sometido a un Hamiltoniano dependiente del tiempo. Es válida cuando el hamiltoniano varía de forma que la separación de energía entre los dos estados sea una función lineal del tiempo, sin alterar el acoplamiento entre la matriz diabática, la llamada aproximación (o modelo) de Landau-Zener. La fórmula, que da la probabilidad de transición diabática (no adiabática) entre los dos estados de energía en un cruce evitado, se publicó por separado por Lev Landáu y Clarence Zener en 1932.
Se llama transición de Landau-Zener al proceso por el cual un sistema empieza en el estado de energía inferior, y se encuentra en el estado de energía superior en el futuro. Para una variación de la diferencia de energía infinitamente lenta (esto es, una velocidad Landau-Zener) de cero, el teorema adiabático indica que la transición no tendrá lugar, puesto que el sistema se encontrará en todo momento en un estado propio del Hamiltoniano. A velocidades no nulas, la transición ocurre con probabilidades descritas por la fórmula de Landau-Zener.
A veces se llama método Landau-Zener a un método experimental de estudio de imanes unimoleculares basado en efectuar barridos sucesivos de campo magnético midiendo la magnetización, para estudiar la probabilidad de transición de efecto túnel entre dos estados de diferente momento magnético. La comparación del resultado con las predicciones de la fórmula de Landau-Zener permite el ajuste de los parámetros del hamiltoniano modelo y elucidar detalles de la dinámica de espín.

## Aproximación de Landau-Zener
Estas transiciones ocurren entre estados del sistema completo, por tanto una descripción correcta del sistema debería incluir todas las influencias externas, incluyendo colisiones y campos externos eléctricos y magnéticos. Sin embargo, para poder resolver analíticamente las ecuaciones de movimiento, se hacen una serie de aproximaciones, que reciben el nombre colectivo de «aproximación de Landau Zener». Las simplificaciones son las siguientes:
1. El parámetro de perturbación en el Hamiltoniano es una función conocida y lineal del tiempo
2. La separación de energía entre los estados diabáticos varía linealmente con el tiempo
3. El acoplamiento en la matriz diabática es independiente del tiempo

La primera simplificación hace que este sea un tratamiento semiclásico. En el caso de un átomo en un campo magnético, la intensidad del campo se convierte en una variable clásica que se puede determinar de forma precisa durante la transición. 
La segunda simplificación implica que es posible hacer esta sustitución:
{\displaystyle \Delta E=E_{2}(t)-E_{1}(t)\equiv \alpha t},
donde {\displaystyle \scriptstyle {E_{1}(t)}} y {\displaystyle \scriptstyle {E_{2}(t)}} son las energías de los dos estados a tiempo {\displaystyle \scriptstyle {t}}, dados por los elementos diagonales de la matriz Hamiltoniana, y {\displaystyle \scriptstyle {\alpha }} es una constante. Para el caso de un átomo en un campo magnético, esto corresponde a un cambio lineal en el campo. Para un efecto Zeeman lineal, la segunda simplificación se deduce directamente de la primera.
La última simplificación requiere que la perturbación dependiente del tiempo no acople los estados diabáticos; más bien, este acoplamiento ha de ser debido a una desviación estática de un acoplamiento de Coulomb de tipo {\displaystyle \scriptstyle {1/r}}, descrito comúnmente como defecto cuántico.

## Fórmula de Landau-Zener
Los detalles de la solución de Zener son algo opacos, y se basan en un conjunto de sustituciones para poner la ecuación de movimiento en forma de ecuación de Weber, cuya solución es conocida. Una solución más transparente la da Wittig usando métodos de integración de contorno.
La figura de mérito clave en esta aproximación es la velocidad de Landau-Zener:
{\displaystyle v_{LZ}={{\frac {\partial }{\partial t}}|E_{2}-E_{1}| \over {\frac {\partial }{\partial q}}|E_{2}-E_{1}|}\approx {\frac {dq}{dt}}},
donde {\displaystyle \scriptstyle {q}} es la variable de la perturbación (campo eléctrico o magnético, longitud de enlace o cualquier perturbación del sistema), y {\displaystyle \scriptstyle {E_{1}}} and {\displaystyle \scriptstyle {E_{2}}} son las energías de los dos estados diabáticos (que se cruzan). Una velocidad {\displaystyle \scriptstyle {v_{LZ}}} grande resulta en una probabilidad de transición diabática.
Usando la fórmula de Landau–Zener la probabilidad {\displaystyle \scriptstyle {P_{D}}} de una transición diabática viene dada por
{\displaystyle {\begin{aligned}P_{D}&=e^{-2\pi \Gamma }\\\Gamma &={a^{2}/\hbar  \over \left|{\frac {\partial }{\partial t}}(E_{2}-E_{1})\right|}={a^{2}/\hbar  \over \left|{\frac {dq}{dt}}{\frac {\partial }{\partial q}}(E_{2}-E_{1})\right|}\\&={a^{2} \over \hbar |\alpha |}\\\end{aligned}}}
La cantidad {\displaystyle a} es el elemento extradiagonal del Hamiltoniano del sistema de dos niveles que acopla los dos estados propios, y como tal es la mitad de la diferencia entre los valores propios de la energía en el cruce evitado, cuando {\displaystyle E_{1}=E_{2}}.

## Extensiones aNniveles y transiciones «contraintuitivas»
Varios autores han extendido el modelo de Landau-Zener a cruces entre tres o incluso entre N niveles, pues hay multitud de sistemas físicos con cruces entre múltiples niveles. En general, las expresiones que dan la probabilidad de las transiciones son sencillas, como la del modelo original, aunque a veces su derivación es complicada. En estas extensiones, se llaman transiciones «contraintuitivas» a aquellas que ocurren entre niveles que no se cruzan directamente, sino a través de un tercero, y en las que estos cruces ocurren en el orden inverso al que parecería adecuado para transferir la población: si {\displaystyle \left|1\right\rangle } cruza con {\displaystyle \left|2\right\rangle } y luego {\displaystyle \left|2\right\rangle } cruza con {\displaystyle \left|3\right\rangle }, la transición contraintuitiva será desde {\displaystyle \left|3\right\rangle } a {\displaystyle \left|1\right\rangle }.